# Elaphopsis rubida
Elaphopsis rubida là một loài bọ cánh cứng trong họ Cerambycidae.